# Старо-Мацково
Старо-Мацково — деревня в Монастырщинском районе Смоленской области России. Входит в состав Гоголевского сельского поселения. Население — 3 жителя (2007 год). 
Расположена в западной части области в 17 км к юго-востоку от Монастырщины, в 42 км западнее автодороги А141 Орёл — Витебск, на берегу реки Лыза. В 47 км восточнее деревни расположена железнодорожная станция Васьково на линии Смоленск — Рославль. 

## История
В годы Великой Отечественной войны деревня была оккупирована гитлеровскими войсками в июле 1941 года, освобождена в сентябре 1943 года.